# Chiguy Lucau
Chiguy Lucau (Kinshasa, 4 agosto 1984) è un ex calciatore congolese (Repubblica Democratica del Congo), di ruolo attaccante.

## Carriera
Ha giocato complessivamente 30 partite di Ligue 1, la massima serie francese: 3 con la maglia del Paris Sain Germain nella stagione 2003-2004 e 27 (con anche 3 gol segnati) con la maglia del Le Mans, squadra con cui ha anche giocato 37 partite di Ligue 2 segnando 8 gol. Tra il 2007 ed il 2009 ha vestito la maglia del Sedan, con cui ha giocato complessivamente 37 partite di Ligue 2, segnando anche 7 gol. Nel 2009 è stato ceduto in prestito al Châteauroux, con cui ha giocato altre 4 partite di seconda serie. Finito il prestito ha fatto ritorno al Sedan, collezionando altre 2 presenze senza gol in questa stessa categoria. Nella stagione 2010-2011 viene acquistato a titolo definitivo dal Colmar, squadre che milita nel Championnat National, la terza divisione francese; dopo una sola stagione in cui mette a segno 6 gol in 18 partite passa, sempre a titolo definitivo, al Creteil, sempre in terza serie. Si ritira al termine della stagione 2013-2014, dopo aver giocato anche per un breve periodo in Thailandia al Royal Thai Police.

## Palmarès

### Club

#### Competizioni nazionali
- Coppa di Francia: 1

PSG: 2003-2004